# Jieheshi (köpinghuvudort i Kina, Hubei Sheng, lat 30,01, long 111,71)
Jieheshi är en köpinghuvudort i Kina. Den ligger i provinsen Hubei, i den centrala delen av landet, omkring 250 kilometer väster om provinshuvudstaden Wuhan. Antalet invånare är 36 350. Befolkningen består av 18 074 kvinnor och 18 276 män. Barn under 15 år utgör 11,0 %, vuxna 15-64 år 75 %, och äldre över 65 år 12,0 %.
Runt Jieheshi är det tätbefolkat, med 356 invånare per kvadratkilometer. Närmaste större samhälle är Songzi, 18,8 km norr om Jieheshi. Trakten runt Jieheshi består till största delen av jordbruksmark.
Genomsnittlig årsnederbörd är 1 565 millimeter. Den regnigaste månaden är maj, med i genomsnitt 222 mm nederbörd, och den torraste är december, med 22 mm nederbörd.